# С улицы Роз
Государственный Молодёжный Драматический Театр «С улицы Роз» имени Юрия Хармелина (рум. Teatrul Dramatic de Stat pentru Tineret „Pe strada Trandafirilor Iurie Harmelin") — театр в Кишинёве, столице Молдавии. Расположен в микрорайоне Ботаника по адресу улица Куза-Водэ, 19/3.
Государственный молодёжный драматический театр «С улицы Роз» имени Юрия Хармелина — это проект режиссёра Юрия Аркадьевича Хармелина. Артисты начинают творческий путь с детства в Городском Театральном Лицее, изучая профильные предметы, затем получают профессиональную специальность на актёрском факультете Славянского Университета.
В ГМДТ «С улицы Роз» им. Юрия Хармелина было поставлено более двух сотен спектаклей, классического стиля и современного. Театр гастролирует в странаx СНГ, странах Евросоюза, Израиле в США И Канаде.

## История
Первоначально начал работу как театральный кружок в 1978 году, а позднее получил звание народного театра и в 1988 театра-студии. С 2005 года Муниципальный Молодежный драматический театр « С улицы Роз». С 2009 года Государственной Молодежный драматический театр « С улицы Роз». С 2019 года Государственный Молодежный драматический театр « С улицы Роз» им. Ю. Хармелина.

В 1991 году театр представлял СССР на театральном фестивале в Будапеште. 
С 2004 года идет строительство собственного здания театра, однако с 2009 стройка находится в замороженном состоянии .
С 2009 года театр ежегодно проводит международный фестиваль камерных театров и спектаклей малых форм «Молдфест». 
До 2020 года бессменным художественным руководителем театра-студии являлся Юрий Хармелин.

## Труппа

### ОСНОВАТЕЛЬ ТЕАТРА
- Юрий Аркадьевич Хармелин (Maestru în Artă) (1954—2020) — основатель театра, главный режиссёр с 1978 года.

### Артисты
- Мария Мадан (Maestru în Artă) (1947) — актриса театра с 2005 года.
- Александр Шишкин (Maestru în Artă) (1965) — актёр театра с 1982 года.
- Ольга Софрикова (Заслуженная Артистка РМ) (1982) — актриса театра с 2000 года.
- Александр Петров (Заслуженный Артист РМ) (1982) — актёр театра с 2000 года.
- Наталья Ермолаева (Заслуженная Артистка РМ) (1972) — актриса театра с 2012 года.
- Евгений Богнибов (Заслуженный Артист РМ) (1975) — актёр театра с 2016 года.
- Елена Тендель (Заслуженная Артистка РМ) (1988) — актёр театра с 2011 года
- Ирина Азаровская (1987) — актриса театра с 2008 года.
- Вячеслав Азаровский (1988) — актёр театра с 2011 года.
- Алина Унку (1989) — актриса театра с 2012 года.
- Юлия Евстефеева (1989) — актриса театра с 2012 года.
- Станислав Биньковский (1990) — актёр театра с 2012 года.
- Алексей Штырбул (1991) — актёр театра с 2015 года.
- Аэлита Хлопотова (1993) — актёр театра с 2016 года.
- Дмитрий Дубина (1994) — актёр театра с 2016 года.
- Богдан Хорохорин (1994) — актёр театра с 2017 года.
- Анастасия Неприцкая (1995) — актриса театра с 2018 года

## Награды
2017 г. — Юрий Хармелин награжден высшей государственной наградой —  Орденом Республики, актриса театра Мария Мадан орденом "Gloria Muncii" (трудовая слава), а актерам Василию Павленко и Александру Петрову присвоены звания заслуженных артистов.
2018 г. — международный открытый фестиваля молодёжных театральных коллективов «Виват, Театр!», награды за актерский ансамбль и сохранение традиций русского психологического театра в спектакле «Дорогая Елена Сергеевна».
2021 г. — моноспектакль «Цветы для Элджернона» (актер — Алексей Штырбул) получил приз зрительских симпатий на театральном фестивале Onlife iDEA Fest .